# Fontain
Fontain és un municipi francès situat al departament del Doubs i a la regió de Borgonya - Franc Comtat. L'any 2007 tenia 940 habitants.

## Demografia

### Població
El 2007 la població de fet de Fontain era de 940 persones. Hi havia 347 famílies de les quals 69 eren unipersonals (30 homes vivint sols i 39 dones vivint soles), 104 parelles sense fills, 148 parelles amb fills i 26 famílies monoparentals amb fills.
La població ha evolucionat segons el següent gràfic:
Habitants censats

### Habitatges
El 2007 hi havia 389 habitatges, 357 eren l'habitatge principal de la família, 6 eren segones residències i 26 estaven desocupats. 325 eren cases i 60 eren apartaments. Dels 357 habitatges principals, 294 estaven ocupats pels seus propietaris, 48 estaven llogats i ocupats pels llogaters i 15 estaven cedits a títol gratuït; 3 tenien una cambra, 12 en tenien dues, 38 en tenien tres, 54 en tenien quatre i 250 en tenien cinc o més. 330 habitatges disposaven pel capbaix d'una plaça de pàrquing. A 127 habitatges hi havia un automòbil i a 215 n'hi havia dos o més.

### Piràmide de població
La piràmide de població per edats i sexe el 2009 era:
| Homes | Edats   | Dones |
| ----- | ------- | ----- |
| 0     | 95 o +  | 4     |
| 0     | 90 a 94 | 0     |
| 1     | 85 a 89 | 3     |
| 5     | 80 a 84 | 3     |
| 7     | 75 a 79 | 9     |
| 18    | 70 a 74 | 5     |
| 15    | 65 a 69 | 28    |
| 10    | 60 a 64 | 13    |
| 20    | 55 a 59 | 9     |
| 39    | 50 a 54 | 37    |
| 24    | 45 a 49 | 37    |
| 30    | 40 a 44 | 34    |
| 40    | 35 a 39 | 24    |
| 16    | 30 a 34 | 18    |
| 14    | 25 a 29 | 14    |
| 24    | 20 a 24 | 9     |
| 23    | 15 a 19 | 24    |
| 50    | 10 a 14 | 17    |
| 17    | 5 a 9   | 18    |
| 22    | 0 a 4   | 15    |

## Economia
El 2007 la població en edat de treballar era de 629 persones, 486 eren actives i 143 eren inactives. De les 486 persones actives 460 estaven ocupades (236 homes i 224 dones) i 27 estaven aturades (10 homes i 17 dones). De les 143 persones inactives 49 estaven jubilades, 72 estaven estudiant i 22 estaven classificades com a «altres inactius».

### Ingressos
El 2009 a Fontain hi havia 362 unitats fiscals que integraven 969 persones, la mediana anual d'ingressos fiscals per persona era de 21.804 €.

### Activitats econòmiques
Dels 24 establiments que hi havia el 2007, 3 eren d'empreses alimentàries, 2 d'empreses de fabricació d'altres productes industrials, 4 d'empreses de construcció, 5 d'empreses de comerç i reparació d'automòbils, 1 d'una empresa de transport, 1 d'una empresa d'hostatgeria i restauració, 2 d'empreses financeres, 4 d'empreses de serveis i 2 d'entitats de l'administració pública.
Dels 6 establiments de servei als particulars que hi havia el 2009, 1 era un taller de reparació d'automòbils i de material agrícola, 3 fusteries, 1 electricista i 1 restaurant.
Dels 2 establiments comercials que hi havia el 2009, 1 era una botiga de més de 120 m² i 1 una botiga de mobles.
L'any 2000 a Fontain hi havia 15 explotacions agrícoles que ocupaven un total de 960 hectàrees.

## Equipaments sanitaris i escolars
El 2009 hi havia una escola elemental.

## Poblacions més properes
El següent diagrama mostra les poblacions més properes.